# Youth (chanson)
Singles de Troye Sivan
Talk Me Down
(2015) Heaven
(2015)
Youth (stylisé YOUTH) est une chanson du chanteur australien Troye Sivan extrait de son premier album studio Blue Neighbourhood (2015).

## Classements
| Classements (2015–16)                  | Meilleure position |
| -------------------------------------- | ------------------ |
| Australie (ARIA)                       | 17                 |
| Belgique (Flandre Ultratop 50 Singles) | 38                 |
| Canada (Hot 100)                       | 78                 |
| États-Unis (Hot 100)                   | 80                 |
| États-Unis (Pop Airplay)               | 27                 |
| Tchéquie (IFPI Rádio)                  | 27                 |
| Nouvelle-Zélande (RMNZ)                | 23                 |
| Suède (Sverigetopplistan)              | 75                 |

## Certifications
| Région                                                                                                 | Certification | Ventes/Streams |
| --- | ------------- | -------------- |
| Australie (ARIA)                                                                                       | Or            | 35 000^        |
| Nouvelle-Zélande (RMNZ)                                                                                | Or            | 7 500*         |
| *Ventes selon la certification ^Mise en rayon selon la certification xNon précisé par la certification |               |                |